# Maria de Padilla
Maria de Padilla (vers el 1334 - Sevilla, juliol de 1361) fou la dama favorita del rei Pere I de Castella.
Era filla de Juan García de Padilla, senyor de Villareja, i de la seva esposa na Maria González de Hinestrosa, i el rei Pere I la va conèixer el 1352 en ocasió d'un viatge que efectuà el monarca a Astúries. Es diu que Juan Alfonso de Alburquerque, en la casa del qual es criava Maria Padilla, preparà la presentació d'aquesta al monarca amb l'esperança que la bellesa de la noia captivaria el cor del sobirà, i d'aquesta manera el d'Alburquerque podria veure realitzades les seves ànsies de poder. Efectuà la presentació a Sahagún a Isabel de Meneses, esposa d'Alburquerque, i el rei s'enamorà de la jove de seguida, la qual no tardà gaire a correspondre al monarca, i l'acompanyà en el viatge que llavors efectuava en Pere I.
Trobant-se a Còrdova el sobirà, amb motiu del setge d'Aguilar, Maria Padilla li donà una filla (1353) a la que se li posà el nom de Beatriu, i el rei cedí a la nou vinguda la plaça d'Aguilar, que es rendí en aquells dies, i molts altres béns. Alguns historiadors, basant-se en afirmacions del mateix Pere I, suposen que aquest s'havia casat amb Maria Padilla a Sevilla el 1352, quan aquesta jove encara era dama de l'esposa d'Alburquerque, i que donà als contraents la benedicció nupcial l'abat Juan Perez d'Orduña. No obstant això, Pere I, per raons polítiques, casà el 3 de juny d'aquest any amb na Blanca de Borbó, el qual no demostra certament que el monarca estigués casat amb Maria Padilla, i dos dies després aquell abandonà a na Blanca per a reunir-se a la Puebla de Montalbán (Toledo) amb Maria Padilla, la qual l'acompanyà després a Toledo.
Castella es dividí en dos bàndols a conseqüència de la conducta poc exemplar del monarca: el de l'esposa abandonada i el de Maria Padilla. Pere I procurà contemporitzar amb ambdós partits, i amb aquest fi es tornà a reunir amb Blanca, però atret per la seva passió per Maria Padilla, tornà a reunir-se amb aquesta a Olmedo.

Diu Víctor Gebhardt i Coll, en la seva Historia general de España i sus Indias:
| « | Semblant escàndol no podia menys de cridar l'atenció sobre el seu autor les amonestacions de l'Església, única garant, com sempre, en aquells temps de rudes passions, dels salvadors principis de moral, així entre reis com entre pobles. Astut i dissimulat en Pere i distret de la Padilla pel seu amor a la de Castro, havia escrit al pontífex Innocenci VI, dient-li estar disposat a separar-se de la seva favorita per tornar al talem nupcial, i portant la seva hipocresia fins a un punt inaudit, sol·licità del Papa autorització per a fundar un monestir sota l'advocació de Santa Clara, en què Maria pogués consagrar-se a Déu. Innocenci li'n va concedir amb goig en un breu datat a Avignon el 6 d'abril en els precisos moments en què menyspreant tota llei i tota moral, consumava Pere I a Cuéllar el seu singular matrimoni amb na Joana | » |

En efecte, per aquell temps s'havia enamorat de Joana de Castro, i amb l'objecte de poder-se casar amb ella, aconseguí que fos declarat nul el seu matrimoni amb na Blanca de Borbó, ajudant-lo en aquesta tasca els bisbes d'Àvila i Salamanca, que conforme diu la historiador mossèn Mariana, llavors donaren a comprendre que havien nascut més per esser esclaus que bisbes.
Davant les veleïtats amoroses del monarca, Maria Padilla resolgué abandonar-lo i tractà de prendre el vel en el citat convent de Santa Clara, però assabentada que el rei en Pere s'havia separat de Joana de Castro, tornà a unir-se amb aquell, i el juny de 1354 li donà una filla, que fou batejada amb el nom de Constança. Atret més tard en Pere per la bellesa d'Aldonça Coronel, deixà a Maria Padilla durant algun temps, però després, no podent oblidar-la, s'amistança altra volta amb ella, i el mateix va ocórrer quan els transitoris amors del monarca amb una cosina de Maria Padilla, nomenada Maria, filla de Juan Fernández de Hinestrosa.

## Mort de Maria Padilla
En la mort de Maria Padilla mostra en Pedro El Cruel molt sentiment, i davant les Corts que reuní a Sevilla el 1362 declarà solemnement que Maria Padilla havia sigut la seva legítima esposa, donant el nom dels testimonis d'aquell enllaç, a saber: Juan Fernández d'Hinestrosa, Juan García de Padilla i Joan Alfons de Mallorca, i el de l'abat de Santander Juan Pérez d'Orduña, capella major de rei que actuà de ministre del Sagrament. Tots aquests personatges, a excepció del primer que ja havia mort, declararen en aquesta ocasió esser veritat el declarat pel monarca, el qual s'excusà davant el país de la seva tardança a rebel·lar aquell matrimoni pel temor que se li revoltessin els seus súbdits. En vista d'això, sol·licità de les mencionades Corts que es donés a Maria Padilla el títol de reina de Castella i Lleó, i que fossin reconeguts com a legítims els fills que ella havia tingut amb el sobirà: Alfons (llavors només tenia dos anys), Beatriu, Constança i Isabel.

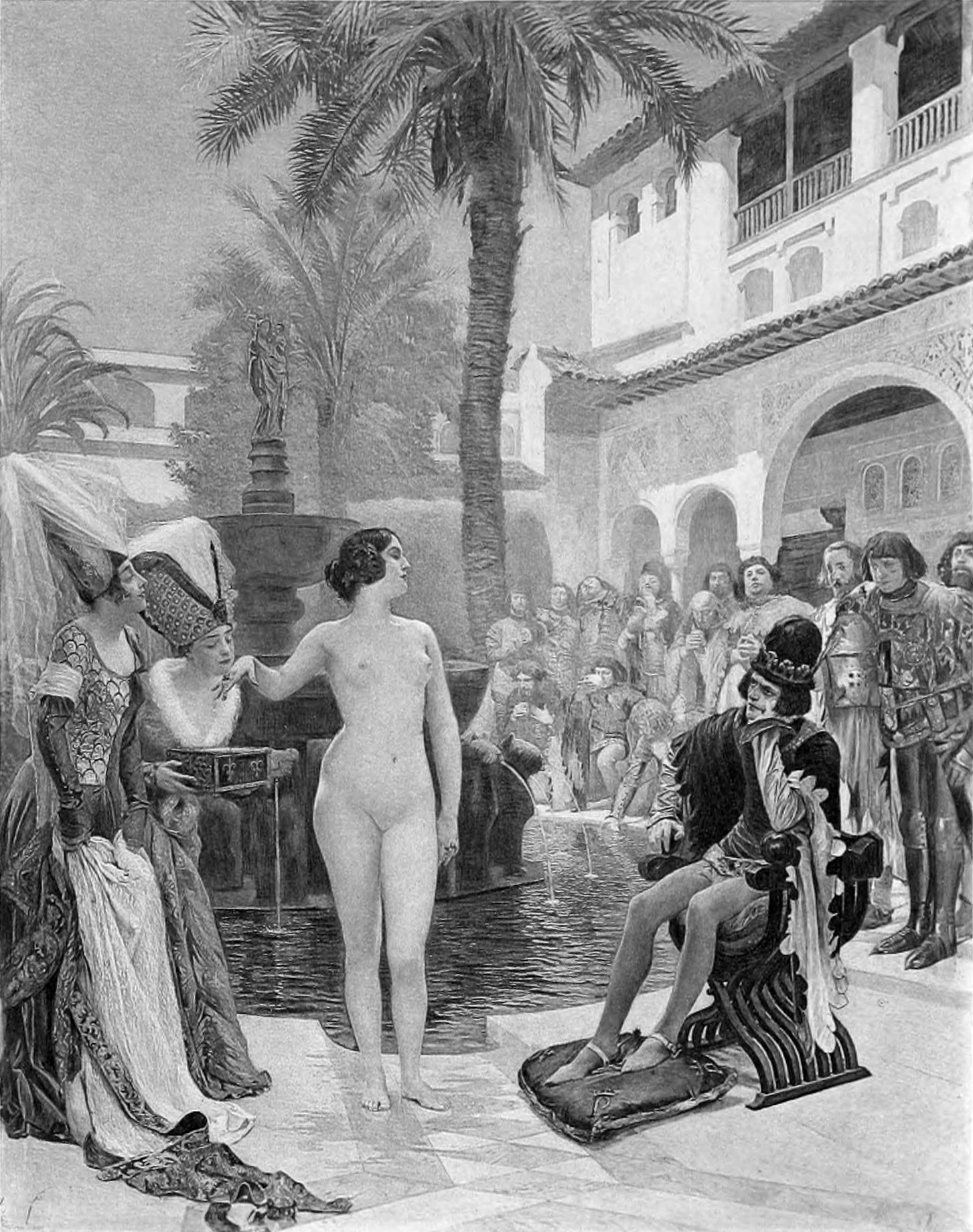
Fantasia onírica de l'artista Jean Paul Gervais sobre Maria de Padilla

L'arquebisbe de Toledo, Gómez Manrique, recolzà les pretensions de Pere I, i les Corts accediren probablement per terror i servilisme, sense que ningú goses anomenar el segon matrimoni del monarca amb Joana de Castro, i Alfons fou declarat hereu de la corona, però aquest morí poc temps després de la seva mare; Beatriu ingressà com a religiosa en el convent de Tordesillas; Constança va contraure matrimoni amb el duc de Lancaster i fou la mare de la princesa Caterina, esposa d'Enric II de Castella; la menor, Isabel, casà amb el duc de York, Eduard, germà del de Lancaster. El cadàver de Maria Padilla, primerament sepultat a Astudillo, després fou traslladat amb gran pompa a Sevilla, rebent definitiva sepultura en la capella dels Reis.

## Com era Maria Padilla
Maria Padilla fou una dona baixeta d'una gran bellesa i la unia un caràcter dolç i de sentiments caritatius. No li agradava mesclar-se en els afers d'Estat, si bé els seus parents s'aprofitaren en gran manera del favor de què gaudia, en detriment de l'antic favorit del monarca, Juan Alfonso d'Alburquerque, causant principal d'aquells amors. Maria Padilla, a la qual <non le placia de muchas cosas que facia el rey> salvà la vida de molts cavallers als que havia condemnat a mort el monarca, que no en va rebé el nom de Cruel.
Respecte a l'amor que va saber inspirar Maria Padilla al monarca, les idees supersticioses d'aquella època ho atribuïren a fetilleria, com es pot veure en els romanços, tradicions i faules, recopilades aquestes últimes per Rodrigo Sánchez, bisbe de Palència, en la seva Historia hispánica.